# مسجد الرحمن (بيونغيانغ)
مسجد الرحمن، مسجد في بيونغيانغ عاصمة كوريا الشمالية، ويقع على أرض السفارة الإيرانية. ويعتبر المسجد الأول والوحيد في البلاد.
يصلي موظفي سفارات الدول الإسلامية بالمسجد،كما تُقام بالمسجد صلاة الجمعة، ويشارك بها موظفي السفارات المسلمة بغض النظر عن المذهب.
على الرغم من أن الدول ذات الأغلبية الإسلامية الأخرى لديها سفارات في كوريا الشمالية، إلا أنه لم يتم الإبلاغ عن أي مساجد في مقراتها، وعدم وجود مساجد في كوريا الشمالية بسبب السياسة العامة للدولة التي تكافح الدين.